# Filippo Macchi
Filippo Macchi (ur. 19 września 2001 w Pontedera) – włoski florecista, medalista olimpijski z Paryża (2024) indywidualnie i w drużynie.

## Życiorys
Urodził się 19 września 2001 w Pontederze w Toskanii. W 2018 roku wziął udział w Letnich Igrzyskach Olimpijskich Młodzieży w Buenos Aires.
W 2024 roku wziął udział w Letnich Igrzyskach Olimpijskich w Paryżu, gdzie w rywalizacji indywidualnej florecistów zdobył srebrny medal, przegrywając w finale z Cheungiem Ka Long 15:14, a w turnieju drużynowym wraz z Guillaumem Bianchi, Alessio Foconim i Tommaso Marinim również zajął drugie miejsce.
W 2025 medal zdobył złoty medal w drużynowej rywalizacji florecistów na Mistrzostwach Świata w Tbilisi.